# Паулу Сантуш
Паулу Сантуш (порт. Paulo Santos, нар. 11 грудня 1972, Одівелаш, Португалія) — португальський футболіст, що грав на позиції воротаря.
Виступав, зокрема, за клуб «Порту», а також національну збірну Португалії, у складі якої був учасником чемпіонату світу.

## Клубна кар'єра
Пауло Сантуш розпочав свою кар'єру в юніорській команді лісабонського «Спортінга», але в 1989 році перейшов у молодіжну команду «Бенфіки».
У дорослому футболі дебютував 1991 року виступами за команду третього португальського дивізіону «Міренсе», в якій провів один сезон, взявши участь у 26 матчах чемпіонату. Після чого виступав за інші нижчолігові команди «Санжуаненсе» та «Оліваш Мошкавіде», а 1993 року повернувся в «Бенфіку», де став дублером Нену.
Дебют Сантуша в Прімейра-Лізі відбувся в сезоні 1993/94. У матчі останнього туру Сантуш вийшов на заміну на останній хвилині матчу у складі «Бенфіки» і разом з командою завоював золоті медалі чемпіонату.
Після чемпіонського сезону Сантуш виступав за «Пенафіел», «Ештрелу» з Амадори та «Алверку». У 2001 році Паулу Сантуш перейшов в «Порту». Проте і в другому для себе португальському гранді не зміг стати гравцем основи, будучи лише третім воротарем після Вітор Баїї та Сергія Овчинникова. Через це 2003 року здавався в оренду в «Варзім», а 2004 — в «Брагу».
2005 року Сантуш після року оренди підписав контракт з «Брагою». На початку сезону 2005/06 Сантуш зберігав свої ворота в недоторканності протягом 595 хвилин, і тільки в 7 матчі сезону пропустив перший гол від свого ж захисника. До рекорду воротаря «Бенфіки» Мануела Бенту йому не вистачило 40 хвилин. У сезоні 2007/08 Сантуш через травми провів в португальській лізі лише 12 матчів, і через розбіжності за контрактом був відпущений з клубу по закінченню сезону.
Після нетривалого виступу за команду рідного міста «Одівелаш», що грала у нижчих дивізіонах країни, Сантуш перейшов в клуб «Ешторіл-Прая» з Сегунди, де відіграв один сезон.
У липні 2010 року у віці 37 років Сантуш підписав контракт з клубом вищої португальської ліги «Ріу Аве», де мав замінити ангольського голкіпера Карлуша, який віправився до Туреччини. Завершив професійну ігрову кар'єру у клубі «Ріу-Аве» у 2012 році, зігравши за клуб у 30 матчах чемпіонату.

## Виступи за збірну
У 1989 році Паулу Сантуш зіграв за юнацьку збірну Португалії на чемпіонаті світу, де провів 3 матчі групового етапу.
4 листопада 2005 року Луїс Феліпе Сколарі запросив Паулу Сантуша в головну збірну країни на товариські матчі зі збірними Хорватії і Північної Ірландії. 16 листопада 2005 року Паулу Сантуш дебютував за збірну в матчі з Північною Ірландією в Белфасті (1:1).
28 травня 2006 року Сколарі викликав Паулу Сантуша до складу збірної Португалії для участі в чемпіонаті світу 2006 року у Німеччині замість отримавшого травму Бруну Валі, але на чемпіонаті світу Сантуш не зіграв жодного матчу, будучи лише третім голкіпером.

## Досягнення
- Чемпіон Португалії:

«Бенфіка»: 1993–94
- Чемпіон Європи (U-16): 1989